# Mistrzostwa Świata w Piłce Nożnej 1954 (eliminacje strefy CONCACAF)
Mistrzostwa Świata w Piłce Nożnej 1954 (eliminacje strefy CONCACAF)- Do eliminacji mistrzostw świata w strefie CONCACAF przystąpiło 5 zespołów, jednak Kostaryka i Kuba zrezygnowały przed rozpoczęciem eliminacji, więc ostatecznie udział w nich wzięły trzy zespoły, które zagrały ze sobą w jednej grupie. Awans do mistrzostw uzyskiwał zwycięzca grupy.

## Grupa 12
| 19 lipca 1953 |  | Meksyk | 8 | - | 0 (5-0) | Haiti |

| 27 grudnia 1953 |  | Haiti | 0 | - | 4 (0-2) | Meksyk |

| 10 stycznia 1954 |  | Meksyk | 4 | - | 0 (2-0) | Stany Zjednoczone |

| 14 stycznia 1954 |  | Meksyk | 3 | - | 1 (0-1) | Stany Zjednoczone |

| 3 kwietnia 1954 |  | Haiti | 2 | - | 3 (0-1) | Stany Zjednoczone |

| 4 kwietnia 1954 |  | Haiti | 0 | - | 3 (0-2) | Stany Zjednoczone |

## Tabela końcowa
| M | Reprezentacja     | L.m. | Zw. | Rem. | Por. | Bramki | R.br. | Pkt |
| 1 | Meksyk            | 4    | 4   | 0    | 0    | 19:1   | +18   | 8   |
| 2 | Stany Zjednoczone | 4    | 2   | 0    | 2    | 7:9    | -2    | 4   |
| 3 | Haiti             | 4    | 0   | 0    | 4    | 2:18   | -16   | 0   |

## Awans
Awans uzyskała reprezentacja Meksyku.